# Hermann Wraschtil
Hermann Wraschtil, född 15 juli 1879, död 9 november 1950, var en friidrottare från Österrike. Han deltog vid olympiska sommarspelen 1900.